# Brandon Aguilera
Brandon Aguilera Zamora (ur. 28 czerwca 2003 w Naranjo) – kostarykański piłkarz występujący na pozycji ofensywnego pomocnika, reprezentant Kostaryki, od 2024 roku zawodnik portugalskiego Rio Ave.